# Monumento Natural do Alcantilado de Montedor

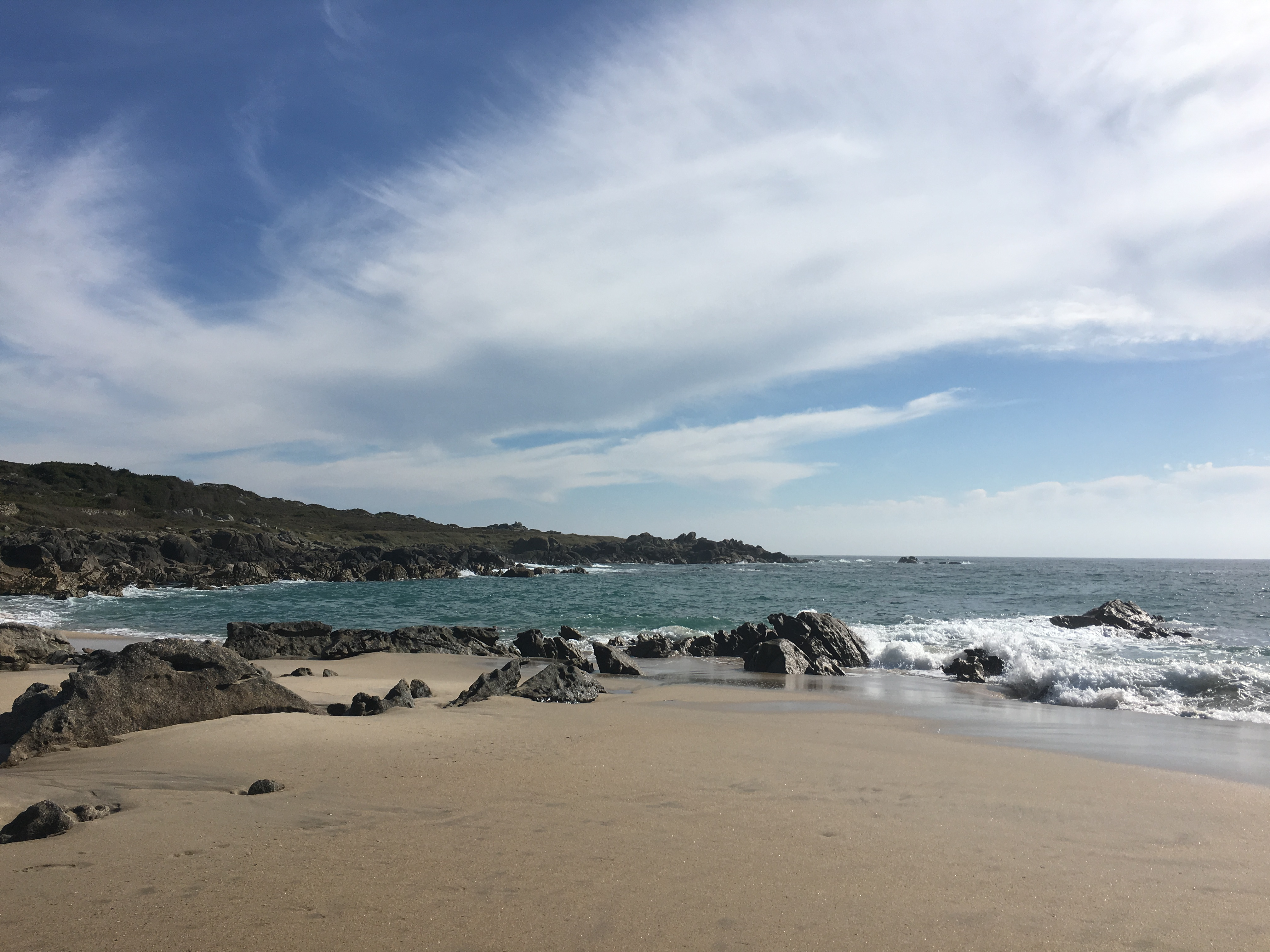
Vista a partir da praia de Paçô

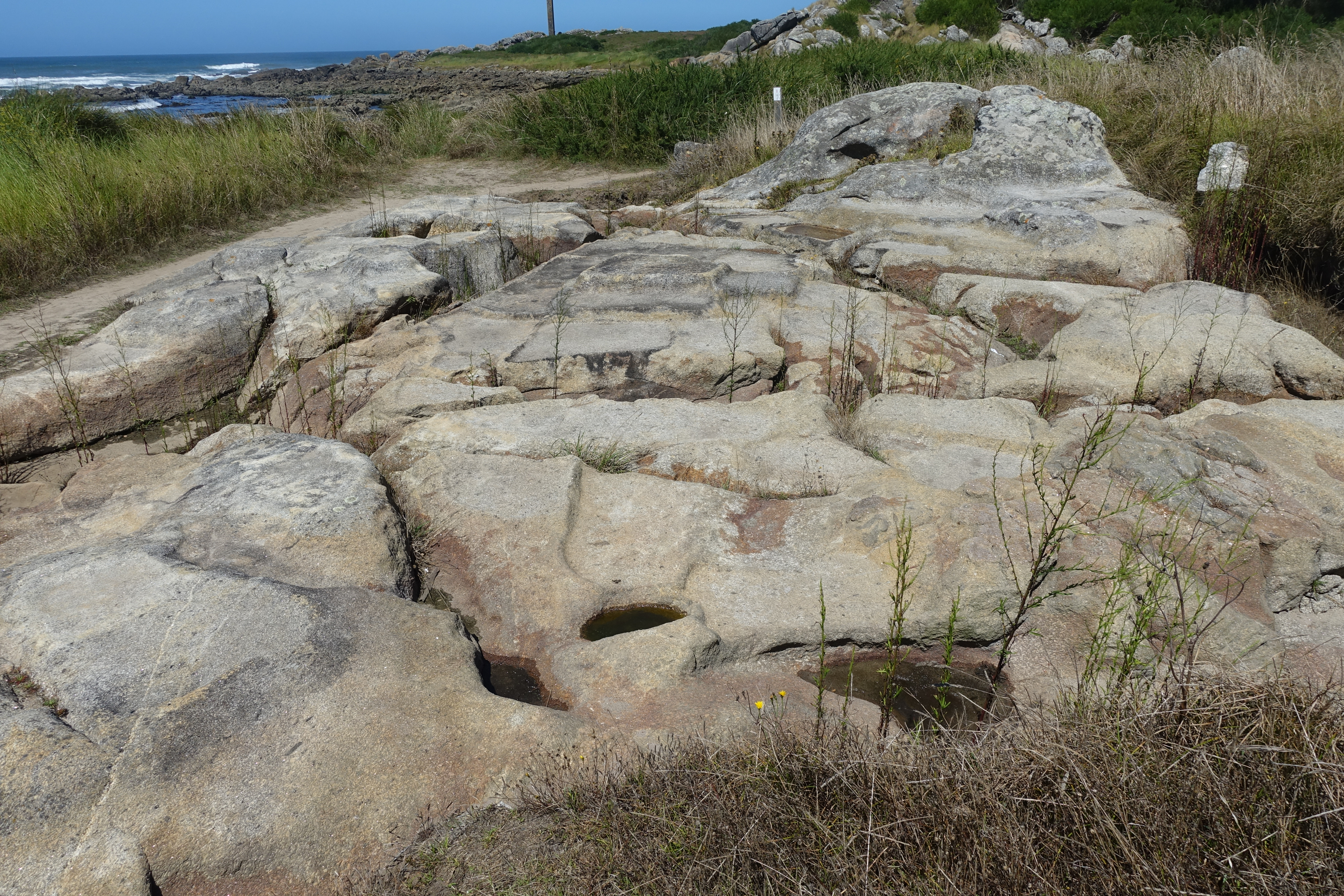
Pias salineiras de Fornelos

O Monumento Natural Local do Cemitério de Praias Antigas do Alcantilado de Montedor é um monumento natural situado no município de Viana do Castelo, em Portugal. A área classificada possui 55 hectares e é delimitada a norte pelo Forte do Paçô e a sul pela Praia da Câmboa do Marinheiro. É um geossítio do Geoparque Litoral de Viana do Castelo.